# Elano
Elano Ralph Blumer (* 14. června 1981, Iracemápolis) známý i jako Elano je bývalý brazilský fotbalový záložník, bývalý reprezentant a trenér. Svoji profesionální kariéru ukončil v roce 2016 v brazilském klubu Santos FC.

## Klubová kariéra
V létě 2014 odešel do nově zformované indické Superligy (Indian Super League).
S osmi vstřelenými góly během 11 zápasů ovládl v ročníku 2014 tabulku nejlepších kanonýrů ISL.

## Reprezentační kariéra
V A-týmu Brazílie debutoval 13. října 2004 v zápase proti Kolumbii (remíza 0:0). V roce 2009 vyhrál se „Seleção“ (přezdívka brazilského národního týmu) Konfederační pohár FIFA konaný v Jihoafrické republice.
Zúčastnil se i Mistrovství světa 2010 v Jihoafrické republice, kde Brazilci vypadli ve čtvrtfinále s Nizozemskem.